# Esteban José Martínez

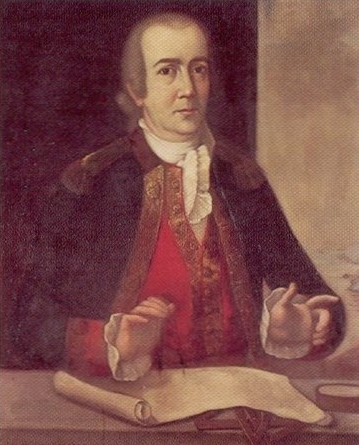
Esteban José Martínez

Esteban José Pedro de Santa Leocadia Martínez Fernández y Martínez de la Sierra (* 9. oder 10. Dezember 1742 in Sevilla, Spanien; † 28. Oktober 1798 in Loreto (Baja California Sur), Mexiko) war ein spanischer Seefahrer und Entdecker.

## Leben
Martínez kam in Sevilla als Sohn von Martín Martínez und Antonia María Fernández Vigueras zur Welt. Sein Vater stammte aus Asturien, seine Mutter kam aus Sevilla. Als Esteban sechs Jahre alt war erkrankte sein Vater schwer und starb im Jahr darauf. Im Alter von acht Jahren trat Esteban Martínez in das Real Colegio Seminario de San Telmo ein, eine Marineakademie, die speziell für Waisenknaben eingerichtet worden war.
Seine erste große Seereise unternahm er als Schiffsjunge an Bord der Príncipe Lorenzo von 1759 bis 1760 im Pazifik. Bei seiner Rückkehr nach Spanien wollte er ab Anfang 1762 eine weitere Fahrt an Bord des Marineschiffs El Fénix unternehmen und fuhr deshalb nach Cádiz. Da man ihm nicht den erhofften Posten eines Pilotín geben wollte, sondern ihn als einfachen Seemann an Bord nehmen wollte, reiste Martínez ohne Erlaubnis in Richtung Madrid ab. Dies führte zu seinem Ausschluss aus der Marineakademie.
Über seinen Verbleib in den folgenden Jahren ist nichts bekannt. 1770 heiratete er in Madrid die aus Sevilla stammende Gertrudis González. Anschließend ging er in die Neue Welt. 1773 fungierte er als zweiter Offizier im Stützpunkt von San Blas (Nayarit), dem Pazifikhafen, den José de Gálvez y Gallardo 1768 als Ausgangspunkt für die Erkundung und Besiedlung der Pazifikküste nordwärts errichten hatte lassen.
1774 fuhr Martínez als zweiter Offizier an Bord der Fregatte Santiago unter dem Befehl von Juan José Pérez Hernández die Pazifikküste entlang der Küsten des heutigen Oregon und Washington (Bundesstaat), vorbei an Vancouver Island, wo sie am Eingang zum Nootka Sound ankerten, bis nach Alaska. Am Nootka Sound, bei Point Estevan, hatten sie wahrscheinlich als erste Europäer Kontakt mit den Hesquiaht. Silberlöffel die Martínez dabei gestohlen wurde, dienten vier Jahre später James Cook zum Nachweis, dass bereits Spanier in der Gegend gewesen waren. 1775 folgte eine weitere Expedition nach Norden, diesmal unter dem Kommando von Bruno de Heceta. Dieser Expedition wird der Ausbruch der Pockenepidemie an der Pazifikküste Nordamerikas ab 1775 zugeschrieben.
In den folgenden Jahren erhielt Martínez erste eigene Kommandos über Postschiffe, mit denen er Lebensmittel, Nachschub und Soldaten zu den spanischen Stützpunkten in Kalifornien und Sonora (Bundesstaat) brachte. Ab 1775 wurde er zudem als Kommandant über den Marinestützpunkt in San Blas ernannt.
1777 wurde er zum Ersten Steuermann befördert und 1781 zum Leutnant (alférez). 1782 befehligte er zwei Fregatten und erforschte den Santa-Barbara-Kanal, dessen Küste er kartierte. Er unterstützte mit weiteren Fahrten und Materiallieferungen die Gründung der spanischen Befestigungen im kalifornischen Santa Barbara und die Mission von San Buenaventura, für die er in den folgenden Jahren weitere Versorgungsfahrten unternahm.
Auf einer der Fahrten traf er 1786 in Monterey (Kalifornien) den französischen Forscher Jean-François de La Pérouse, der Alaska und Kalifornien erkundete, allerdings ohne territoriale Ansprüche für sein Heimatland. Von den Franzosen erhielt er die Nachricht, dass russische Siedler einen Posten in der Nootka-Bucht errichtet hätten, eine Information, die sich später als falsch erweisen sollte. Er gab sie direkt an Vizekönig weiter, der sie nach Madrid berichtete.
Zur gleichen Zeit wies auch der spanische Botschafter am Hofe des russischen Zaren in Sankt Petersburg darauf hin, dass die Russen Bestrebungen hätten, ihr Gebiet von Alaska aus südwärts zu erweitern. Alarmiert ordnete der spanische Hof an, dass der neuspanische Vizekönig Manuel Antonio Flórez seinerseits eine Expedition entsenden sollte, die den spanischen Gebietsansprüchen Nachdruck verleihen sollte.
Ende 1787 beauftragte Flórez den bewährten Kenner der Küste Esteban Martínez mit dieser Mission. Er sollte wenigstens bis zum 61. Breitengrad segeln und die russische Aktivität vor Ort erkunden. Martínez verließ mit der Fregatte Princesa und Begleitschiffen am 9. März 1788 den Hafen von San Blas. Sie fuhren bis Kodiak Island, wo sie den russischen Handelsposten Grigori Schelichows mit dem Hauptverwalter Efstratios Delarof besichtigten, und nach der Aleuten-Insel Unalaska, wo sie den russischen Vertreter Potap Saikow antrafen.
Sie erfuhren, dass für 1789 eine russische Expeditionsflotte aus Sibirien erwartet wurde, die eine russische Siedlung in der Nootka-Bucht etablieren sollte. Martínez kehrte zügig nach San Blas zurück, wo er am 5. Dezember 1788 eintraf. Er empfahl dem Vizekönig, dass die Spanier bis spätestens im folgenden Mai eine Siedlung und Befestigung bauen sollten, um die russischen Gebietsansprüche abzuwehren.
Da die Zeit drängte und keine rechtzeitigen Befehle aus Madrid erwartet werden durften, beorderte Flórez die Expedition erneut zur Nootka-Bucht, um dort eine Siedlung zu errichten, mit denen die spanische Landnahme belegt werden sollte. Martínez und seine Männer landeten am 5. Mai 1789 in der Bucht und erbauten ein Fort.
Während des Sommers trafen dort mehrere Schiffe mit amerikanischen und britischen Besatzungen ein, eine davon, die Efigenia Nubiana segelte unter portugiesischer Flagge und wurde eine Zeitlang festgesetzt.
Als Anfang Juli 1789 ein Schoner von einer Erkundungsfahrt in die Juan-de-Fuca-Straße zurückkehrte, war Martínez überzeugt, einen Flussweg gefunden zu haben, der bis zum Mississippi reichte. Etwa zur gleichen Zeit erreichte das britische Handelsschiff Argonaut unter Kapitän James Colnett aus Macau kommend die Nootka-Bucht. Es kam zum Streit zwischen den Befehlshabern auf britischer und spanischer Seite, Martínez ließ die Besatzung festnehmen. Gemeinsam mit einem weiteren britischen Schiff, der Princess Royal, wurden die Schiffe mit ihren Seeleuten nach San Blas gebracht.
Von diesen Ereignissen berichtete der britische Händler John Meares 1790 in London. Er selbst war 1788 in Nootka gewesen und behauptete, die Insel von den einheimischen Indianern erworben zu haben; die Landnahme der Spanier sei illegal. Zudem beschuldigte er Martínez, einen Indianerhäuptling getötet zu haben und chinesische Kunsthandwerker, die an Bord der Argonaut gewesen seien, zur Arbeit in Bergwerken gezwungen zu haben. Auch wenn diese Vorwürfe weitgehend haltlos waren, genügten sie, zwischen Spanien und England eine diplomatische Krise (die als Nootka-Krise bezeichnet wird) zu entfachen.
Vor Ort wartete Martínez bis Ende Oktober 1789 auf den Befehl, die Siedlung winterfest zu machen und eine ganzjährige Besatzung zu organisieren. Als dieser nicht eintraf, kehrte er nach San Blas zurück. Vizekönig Flórez war unterdessen durch Juan Vicente de Güemes abgelöst worden, der Martínez’ Vorgehen als unklug und unangebracht kritisierte. Trotz dieser Einschätzung befahl er, Nootka schleunigst wieder zu bemannen. Daher entsandte er 1790 Francisco de Eliza nach Alaska, Martínez begleitete ihn als zweiter Befehlshaber.
In Nootka erreichte ihn jedoch die Order, nach Spanien zurückzukehren. Seine Frau, die er in Europa zurückgelassen hatte, war die Urheberin. Er kehrte nach San Blas zurück und reiste im September 1791 zurück nach Europa. Er diente einige Zeit bei der spanischen Marine in Cádiz, bis er den Antrag auf Versetzung nach San Blas stellte. Unter der Bedingung, dass seine Frau zustimmen müsse, wurde er wunschgemäß nach Mexiko versetzt und arbeitete ab Februar 1795 wieder am Marinestützpunkt San Blas, diesmal im Rang eines Fregattenleutnants.
Er schrieb weiter an Plänen für die Erschließung der nordwestlichen Pazifikküste, die er 1796 in Mexiko-Stadt vorstellte. Vermutlich war er für Versorgungsfahrten zwischen dem Stützpunkt in San Blas und den spanischen Siedlungen in Kalifornien eingesetzt; jedenfalls starb er in Loreto auf einer derartigen Fahrt.